# Замыт
Замыт (или замытная пошлина; «вместо мыта») — торговая пошлина в городах или торжках с товара, привезенного на продажу, а также с денег (с приезда) на покупку товаров.
Величина замыта была всегда одинаковая — деньга с рубля. С товара ценой меньше рубля брали замытную пошлину по расчету. Товар оценивался особыми целовальниками на таможне. Сведения о замыте в источниках встречаются только с XVI века.